# Autobianchi Primula
Die Autobianchi Primula ist ein von 1964 bis 1970 gefertigtes Modell der Kompaktklasse des italienischen Automobilherstellers Autobianchi, der zum Fiat-Konzern gehörte. Das Fahrzeug wurde von Dante Giacosa entworfen.

## Modellgeschichte
Auf dem Turiner Salon 1964 präsentierte Autobianchi die Primula (italienisch „Primel“) als bislang größtes Modell der Marke und ihr erstes mit Frontmotor und Frontantrieb. Sie war der erste Frontantriebswagen aus dem Fiat-Konzern und einer der ersten Pkw mit kompakter Karosserie und oben angeschlagener Heckklappe (Schrägheck zur Raumausnutzung). Angeboten wurden zwei- und viertürige Schräghecklimousinen sowie ein von der Carrozzeria Touring entwickeltes Fließheck-Coupé. Die Fachpresse äußerte Unverständnis dafür, dass die oben angeschlagene Heckklappe 1966 aus dem Programm entfiel und stattdessen Varianten mit kleiner Heckklappe und das Coupé ergänzt wurden, die mit einer progressiven Entwicklung zum modernen Vollheckfahrzeug nichts mehr zu tun hatten. Der Verkaufserfolg des Primula entsprach allerdings nicht den Erwartungen, sodass sich Fiat zunächst wieder konventionellen Prinzipien zuwandte, was seinen Ausdruck auch im Fiat 124 fand.
Der 1221 cm³ große Reihenvierzylindermotor stammte aus dem Fiat 1100 D und wurde 1968 durch den neuen 1,2-Liter-Motor aus dem Fiat 124 ersetzt; im Coupé tat nun der gleichfalls neue 1438-cm³-Vierzylindermotor Dienst. Diese Facelift-Modelle hießen Primula 65 C (nach der Motorleistung) und Primula Coupé S.
Zeitweise wurde insbesondere die viertürige Variante des Primula auch von Citroën vertrieben, im Gegenzug verzichtete Citroën auf die Produktion eines eigenen Typs dieser Klasse. Mit Produktionseinstellung des Primula änderte sich die Situation und Citroën brachte den GS heraus.
1970 wurde die Fertigung der Primula nach knapp 75.000 Exemplaren eingestellt. Der Antriebsblock wurde ab 1968 im Fiat 238 und ab 1969 im Autobianchi A111 weiter verwendet.

## Technik
Das Antriebsaggregat stand vor der Vorderradaufhängung. Das Antriebskonzept wurde bis heute von fast allen Herstellern kopiert. Quermotoren, bei denen die Eingangswelle des Getriebes mit der Kurbelwelle fluchtete, also der Motor neben dem Getriebe saß, hatte es schon länger gegeben (etwa im Saab 92, Lloyd und Trabant), dabei handelte es sich jedoch um Kleinwagen mit Zweizylindermotoren. Bei den Frontantriebsfahrzeugen der British Motor Corporation (Mini (ADO 15) und ADO 16), die (breitere) Vierzylindermotoren hatten, lag das Getriebe in der Ölwanne und wurde über eine zusätzliche Zahnradkaskade angetrieben. Giacosas Entwurf hatte diesen Nachteil nicht. Da auch hier der Motor breiter war als das Getriebe, musste das Differential leicht seitlich versetzt eingebaut werden und die Antriebswelle konnten nicht gleich lang ausgeführt werden. 
Der Kühlerlüfter wurde von einem thermostatgesteuerten Elektromotor angetrieben. Dies gestattete einen kleineren Kühler als beim BMC 1100, der deshalb vor dem Motor im Fahrtwind angeordnet werden konnte. Die raumsparende Triebwerksanordnung ließ relativ viel Platz für nutzbaren Innenraum, der infolge der ebenso innovativen dreitürigen Karosserie (die 1966 allerdings wieder verworfen wurde) gut zugänglich war. Das Fahrzeug hatte Lenkradschaltung.
Die Räder wurden vorn einzeln an einer Querblattfeder oben und Dreieckslenkern unten aufgehängt. Die Querblattfeder wurde an zwei Punkten gelagert und wirkt so als Querstabilisator. Hinten war eine Starrachse an halbelliptischen Blattfedern eingebaut. An allen Rädern gab es Scheibenbremsen. Die Zahnstangenlenkung war indirekt übersetzt und der Wendekreis mit 10,5 m (im Test 11,5 m) recht groß.

### Technische Daten
| Autobianchi Primula:                        | Limousine                                                                | Coupé                                                                    | Limousine 65 C                                                           | Coupé S                                                                  |
| ------------------------------------------- | ------------------------------------------------------------------------ | ------------------------------------------------------------------------ | ------------------------------------------------------------------------ | ------------------------------------------------------------------------ |
| Motor:                                      | 4-Zylinder-Reihenmotor (Viertakt)                                        | 4-Zylinder-Reihenmotor (Viertakt)                                        | 4-Zylinder-Reihenmotor (Viertakt)                                        | 4-Zylinder-Reihenmotor (Viertakt)                                        |
| Hubraum:                                    | 1221 cm³                                                                 | 1221 cm³                                                                 | 1197 cm³                                                                 | 1438 cm³                                                                 |
| Bohrung × Hub:                              | 72 × 75 mm                                                               | 72 × 75 mm                                                               | 73 × 71,5 mm                                                             | 80 × 71,5 mm                                                             |
| Leistung bei 1/min:                         | 43–46 kW (59–62 SAE-PS) bei 5400                                         | 49 kW (65 SAE-PS) bei 5600                                               | 49 kW (65 SAE-PS) bei 5500                                               | 55 kW (75 SAE-PS) bei 5500                                               |
| Max. Drehmoment bei 1/min:                  | 92–97 SAE-Nm bei 3200                                                    | 97 SAE-Nm bei 3200                                                       | 98 SAE-Nm bei 3400                                                       | 122 SAE-Nm bei 2800                                                      |
| Verdichtung:                                | 8,6:1                                                                    | 8,6:1                                                                    | 8,8:1                                                                    | 9,3:1                                                                    |
| Gemischaufbereitung:                        | 1 Fallstrom-Vergaser Holley 32 IBM                                       | 1 Fallstrom-Vergaser Holley 32 IBM                                       | 1 Fallstrom-Doppelvergaser Weber 32 DFB                                  | 1 Fallstrom-Doppelvergaser Weber 32 DFB                                  |
| Ventilsteuerung:                            | OHV, Kette                                                               | OHV, Kette                                                               | OHV, Kette                                                               | OHV, Kette                                                               |
| Kühlung:                                    | Wasserkühlung                                                            | Wasserkühlung                                                            | Wasserkühlung                                                            | Wasserkühlung                                                            |
| Getriebe:                                   | 4-Gang-Getriebe, Lenkradschaltung (Coupé: Mittelschaltung), Frontantrieb | 4-Gang-Getriebe, Lenkradschaltung (Coupé: Mittelschaltung), Frontantrieb | 4-Gang-Getriebe, Lenkradschaltung (Coupé: Mittelschaltung), Frontantrieb | 4-Gang-Getriebe, Lenkradschaltung (Coupé: Mittelschaltung), Frontantrieb |
| Radaufhängung vorn:                         | Dreieckslenker unten, Querblattfeder oben                                | Dreieckslenker unten, Querblattfeder oben                                | Dreieckslenker unten, Querblattfeder oben                                | Dreieckslenker unten, Querblattfeder oben                                |
| Radaufhängung hinten:                       | Starrachse, halbelliptische Blattfedern                                  | Starrachse, halbelliptische Blattfedern                                  | Starrachse, halbelliptische Blattfedern                                  | Starrachse, halbelliptische Blattfedern                                  |
| Bremsen:                                    | Scheibenbremsen rundum (Durchmesser 22,7 cm), Bremskraftverstärker       | Scheibenbremsen rundum (Durchmesser 22,7 cm), Bremskraftverstärker       | Scheibenbremsen rundum (Durchmesser 22,7 cm), Bremskraftverstärker       | Scheibenbremsen rundum (Durchmesser 22,7 cm), Bremskraftverstärker       |
| Lenkung:                                    | Zahnstangenlenkung                                                       | Zahnstangenlenkung                                                       | Zahnstangenlenkung                                                       | Zahnstangenlenkung                                                       |
| Karosserie:                                 | Stahlblech, selbsttragend                                                | Stahlblech, selbsttragend                                                | Stahlblech, selbsttragend                                                | Stahlblech, selbsttragend                                                |
| Spurweite vorn/hinten:                      | 1330/1290 mm                                                             | 1330/1290 mm                                                             | 1340/1300 mm                                                             | 1340/1300 mm                                                             |
| Radstand:                                   | 2300 mm                                                                  | 2300 mm                                                                  | 2300 mm                                                                  | 2300 mm                                                                  |
| Abmessungen:                                | 3785 × 1580 × 1400 (Coupé: 1350) mm                                      | 3785 × 1580 × 1400 (Coupé: 1350) mm                                      | 3785 × 1580 × 1400 (Coupé: 1350) mm                                      | 3785 × 1580 × 1400 (Coupé: 1350) mm                                      |
| Leergewicht:                                | 840–855 kg                                                               | 830 kg                                                                   | 870–885 kg                                                               | 860 kg                                                                   |
| Höchstgeschwindigkeit:                      | 135–140 km/h                                                             | 150 km/h                                                                 | 145 km/h                                                                 | 155 km/h                                                                 |
| 0–100 km/h:                                 | 21,3 s                                                                   | nicht angegeben                                                          | nicht angegeben                                                          | nicht angegeben                                                          |
| Verbrauch (Liter/100 Kilometer, CUNA-Norm): | 7,5–7,8 S                                                                | 7,2 S                                                                    | 8,4 S                                                                    | 8,5 S                                                                    |
| Preis (DM): (SFr)                           | -- 7.750–8.400                                                           | -- 9.850–11.900                                                          | 6.349–6.716 7.590–8.290                                                  | 8.658 10.600                                                             |